# (385695) Clete
(385695) Clete, provisorische Bezeichnung (385695) 2005 TO74, ist ein Neptun-Trojaner, der 2005 von Scott S. Sheppard und Chad Trujillo mithilfe des Magellan-Baade-6,5-m-Teleskops entdeckt wurde. Clete war der vierte derartige Körper, der entdeckt wurde. Sie hat dieselbe Bahnperiode wie Neptun und kreist auf dem Lagrangepunkt L4, 60° vor Neptun.
Die Benennung erfolgte am 18. Mai 2019 nach Kleite, englisch Clete, einer Amazone im Trojanischen Krieg.